# Pro Pinball
Pro Pinball – seria czterech gier komputerowych typu pinball stworzonych przez brytyjskie studio Cunning Developments (wewnętrzne studio Empire funkcjonujące w latach 1994 - 2002 r) i wyprodukowanych przez Empire Interactive. Wydane zostały one pomiędzy rokiem 1995 a 1999. Gry z serii to: The Web (1995), Timeshock! (1997), Big Race USA (1998) oraz Fantastic Journey (1999). W 2001 roku gry Big Race USA, Fantastic Journey i Timeshock zostały wydane w zestawie na konsolę Sega Dreamcast pod tytułem Pro Pinball Trilogy. Członkowie Cunning Developments pracują obecnie dla Silverball Studios, które przy aprobacie twórcy serii, Adriana Barritta, planuje ją wznowić po ewentualnym dofinansowaniu przez serwis Kickstarter.